# Bogdan Dudko
Bogdan Dudko (ur. 30 kwietnia 1968 w Białymstoku, zm. 23 czerwca 2020  w Białymstoku) – polski poeta, tłumacz, animator kultury, literat, dziennikarz radiowy i telewizyjny, wydawca książek i czasopism, przyjaciel pisarzy.

## Twórczość
Był autorem tomów poezji, publikował wiersze i książki dla dzieci. Jego wiersze tłumaczono m.in. na białoruski. Jako poeta zadebiutował w czasopiśmie „Świat Młodych”, potem publikował pod własnym nazwiskiem i pseudonimem Anna Wawrzyło. W swojej twórczości poruszał kwestie tożsamościowe (prowincja, natura, korzenie, historia, miłość). Wydał m.in. “40 i 4 wiersze o miłości” (2008).

## Działalność wydawnicza i artystyczna
Był organizatorem wydarzeń artystycznych, festiwali literackich oraz redaktorem naczelnym pisma literacko-artystycznego „Kartki” oraz inicjatorem i redaktorem „Biblioteki Kartek”, w ramach której ukazało się ok. 40 pozycji książkowych. Pomysłodawca (wspólnie z Dariuszem Kiełczewskim) i organizator festiwali literackich „Pod koniec wieku na końcu świata” i „Świat na uboczu”. Pomysłodawca i organizator festiwali „Wielkie Księstwo Poetów”,  „M-jak Mickiewicz” i „S- jak Słowacki”. Zasiadał m.in. w Jury III edycji (2004/5) Konkursu Poetyckiego im. Jana Kulki. Bogdan Dudko, określany był często mianem - człowieka instytucji. Przez niemal 20 lat pełnił jednocześnie funkcję redaktora naczelnego pisma "Kartki" oraz prezesa zarządu Stowarzyszenia Artystycznego "Kartki", z racji czego, to na niego imiennie spływały, i zasłużone laury z powodu sukcesów, i zasłużona krytyka (a nawet podejrzenia), w przypadkach opóźnień czy niepowodzeń. Od 2010 do śmierci był związany z wydawnictwem i fundacją „Biała Wieża”.

## Nagrody i wyróżnienia
Otrzymał Nagrodę Artystyczną Prezydenta Miasta Białegostoku (1996) oraz Nagrodę Prezydenta Miasta Białegostoku i Marszałka Województwa Podlaskiego za upowszechnianie kultury i promowanie literatury współczesnej (2008). Nominowany do Nagrody Orfeusza w kategorii „Orfeusz Mazurski” (2020) za tomik „Ziemia zaklęta”. Laureat pierwszego miejsca w Ogólnopolskim Konkursie Literackim „Debiut” organizowanym przez tygodnik „Niwa”.

## Życie prywatne
Był synem Leokadii (z domu Hajduczenia) i Józefa Dudko. Studiował filologię polską na filii Uniwersytetu Warszawskiego w Białymstoku. W okresie studiów działał w Niezależnym Zrzeszeniu Studentów. W późniejszym życiu pracował m.in. jako dziennikarz radiowy (Polskie Radio Białystok) i telewizyjny (TVP Oddział w Białymstoku), gdzie był autorem reportaży o tematyce kulturalnej i dotyczących mniejszości narodowych. W latach 1992–2012 redaktor naczelny i animator pisma Literacko-Artystycznego „Kartki” oraz redaktor ponad 40 książek wydanych w serii Biblioteki „Kartek”. Ostatnie lat życia spędził w rodzinnej Cisówce. Zmarł w wieku 52 lat, 23 czerwca 2020 roku.

## Publikacje
- „40 i 4 wiersze o miłości”, Biblioteka Kartek, Białystok 2008
- „Dolina. Znad Narwi i Świsłoczy”, I wyd. R. Progr. Tygodnika Niwa i Radio Racja, Białystok 2014, II wyd. Biała Wieża, Białystok 2014
- „Wilczek Milczek”, Biała Wieża, Białowieża 2014
- „Bubuś Puchaczek”, Fundacja Biała Wieża, Białystok 2017
- „Ziemia zaklęta”, Fundacja Biała Wieża, Michałowo 2019